# Parc national du Morne Diablotin
Le parc national du Morne Diablotin est un parc national situé dans les chaînes de montagnes du nord de la Dominique, nation insulaire des Caraïbes. Le parc s'étend sur 33,36 km2, soit 4,4 % de la superficie du pays. C'est le second plus grand parc de l'île, après celui de Morne Trois Pitons.
Il est créé en janvier 2000, principalement pour protéger l'habitat du sisserou ou amazone impériale, une espèce d'oiseau endémique en voie de disparition, qui est le symbole national de la Dominique et de l'amazone à cou rouge.

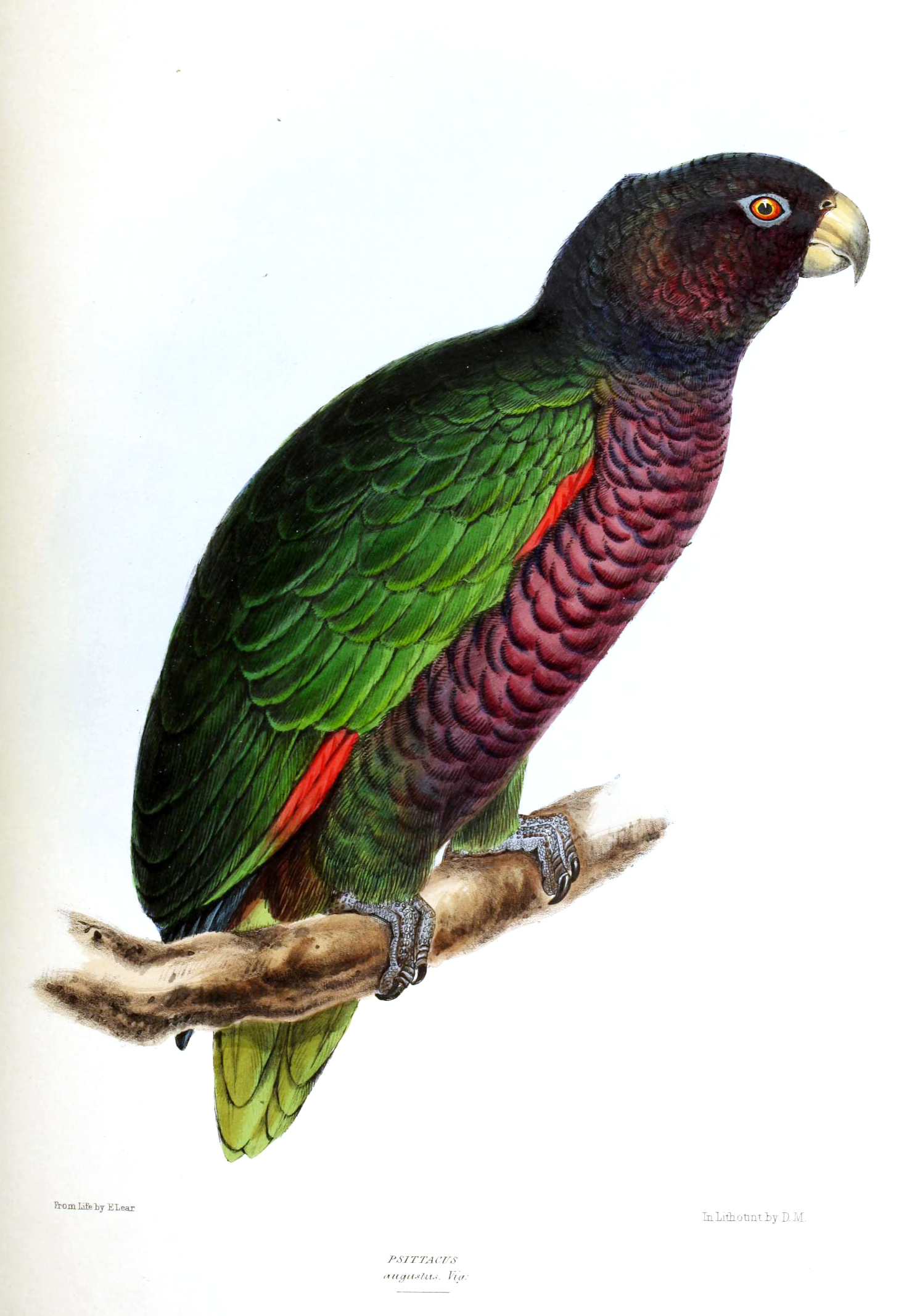
Sisserou (amazone impériale).
Le sisserou, emblème sur le drapeau de la République dominicaine.

## Géographie
Le parc abrite le Morne Diablotin, haut de 1 447 mètres, la plus haute montagne de l'île et la deuxième plus haute montagne des Petites Antilles. Formée par les flux de lave et de cendre du Morne Diablotin il y a plusieurs milliers d’années, cette zone constitue un des plus anciens massifs volcaniques de l’île.
Le parc englobe la source de la rivière Toulaman qui traverse l’île, la rivière Layou (la plus longue et profonde de l’île), les parties des bassins-versants de douze rivières, dont quatre fournissent de l’eau aux habitants, agriculteurs et industriels du nord de l’île.
Un seul sentier, commençant sur le flanc nord-ouest de la montagne, permet de rejoindre le sommet. Le tronçon 10 du Waitikubuli National Trail passe par le parc. La randonnée pour atteindre la cascade Syndicate (appelée Syndicate ou Milton Falls) est la plus populaire.

## Faune et flore
La végétation du parc de Morne Diablotin est principalement constituée de la forêt pluviale et de la forêt de montagne. Parmi les espèces représentatives, on peut citer le palmier montagne (Prestoea montana) et quelques fougères.

Le parc est très populaire chez les ornithologues car on peut y observer les espèces endémiques et rares de la Dominique : le Sisserou ou Amazone impériale (Amazona imperialis), l'amazone à cou rouge (Amazona arausiaca) et le colibri à tête bleue (Cyanophaia bicolor). 

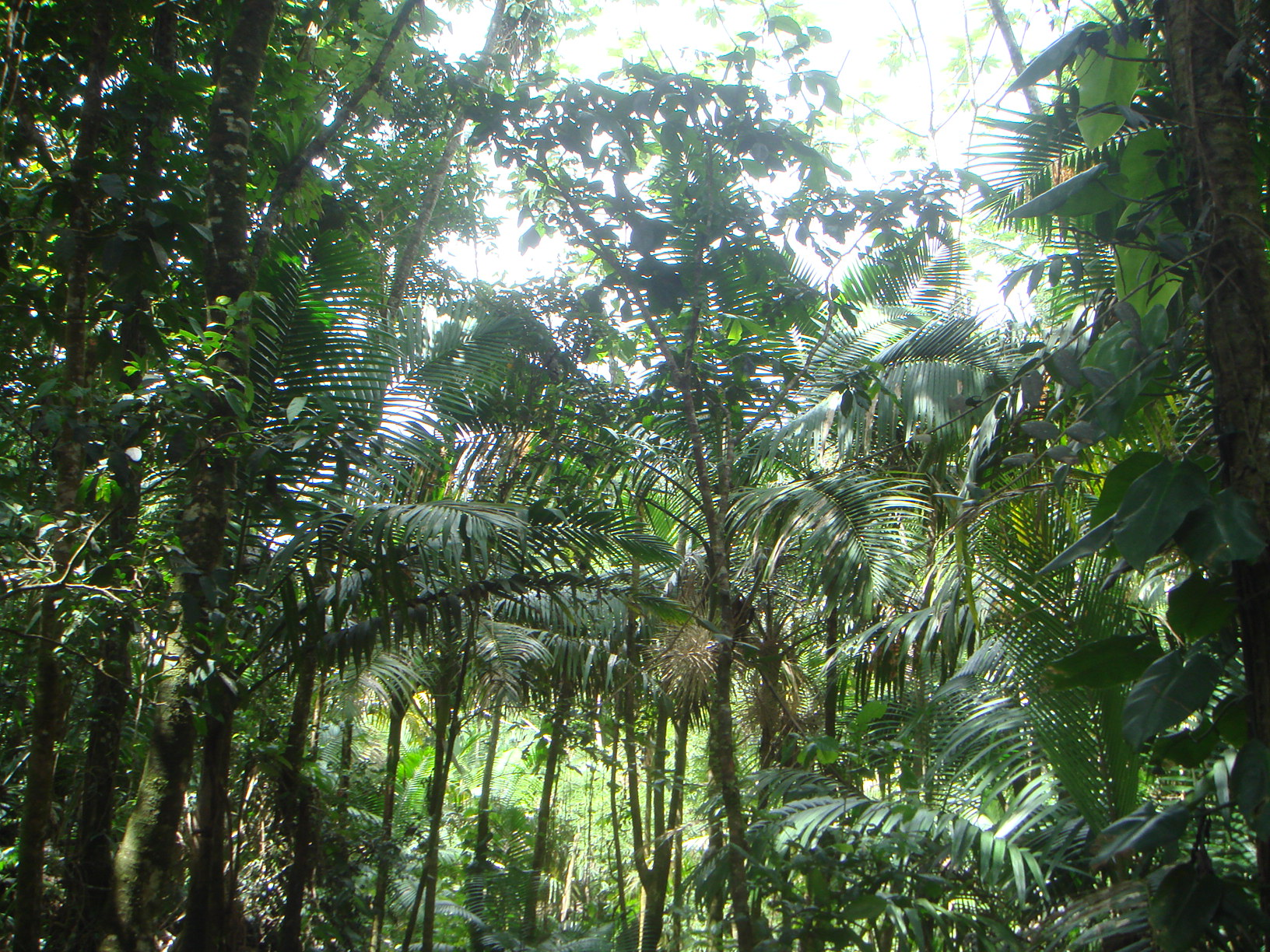
Palmier montagne
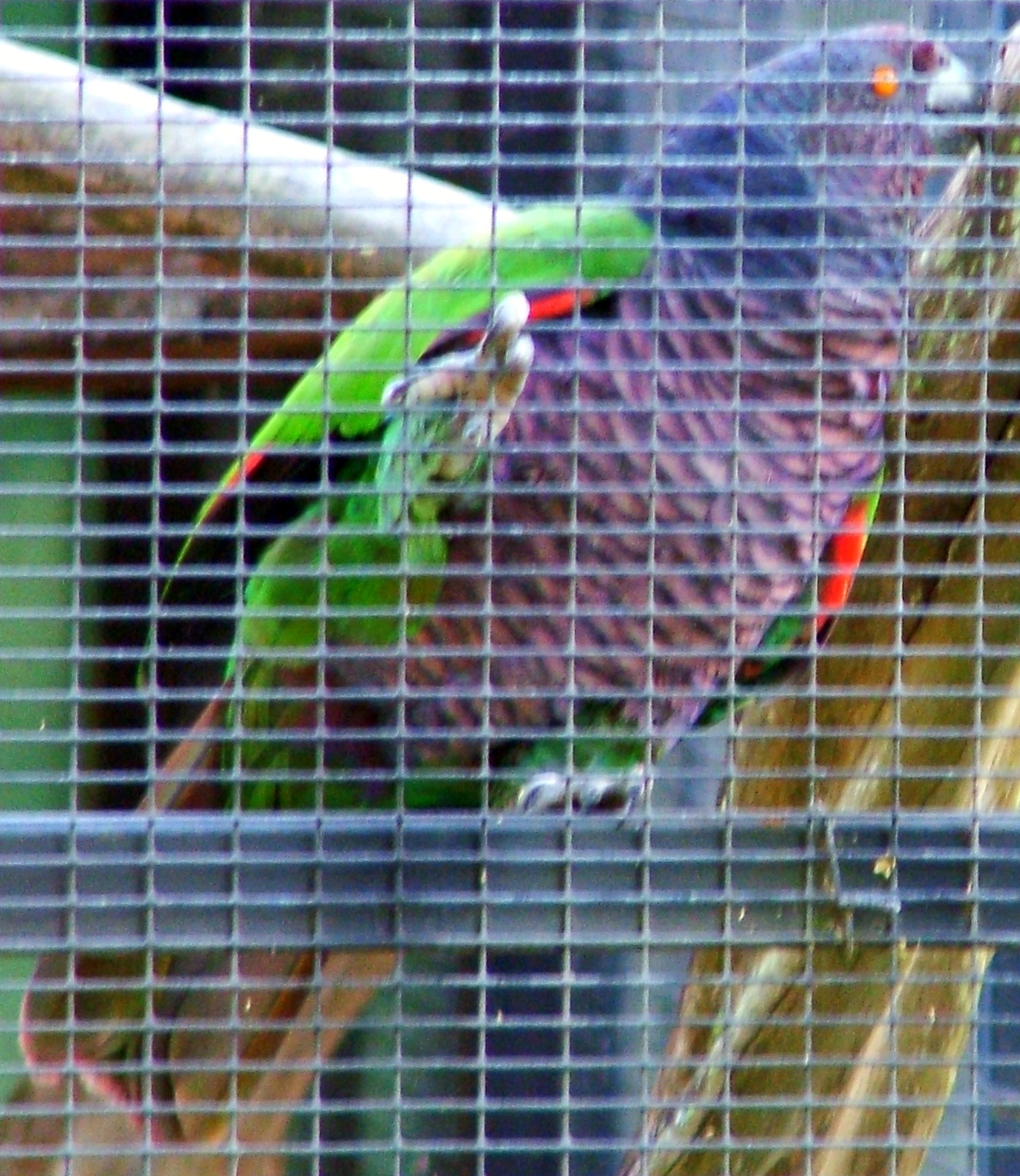
Sisserou, amazone impériale
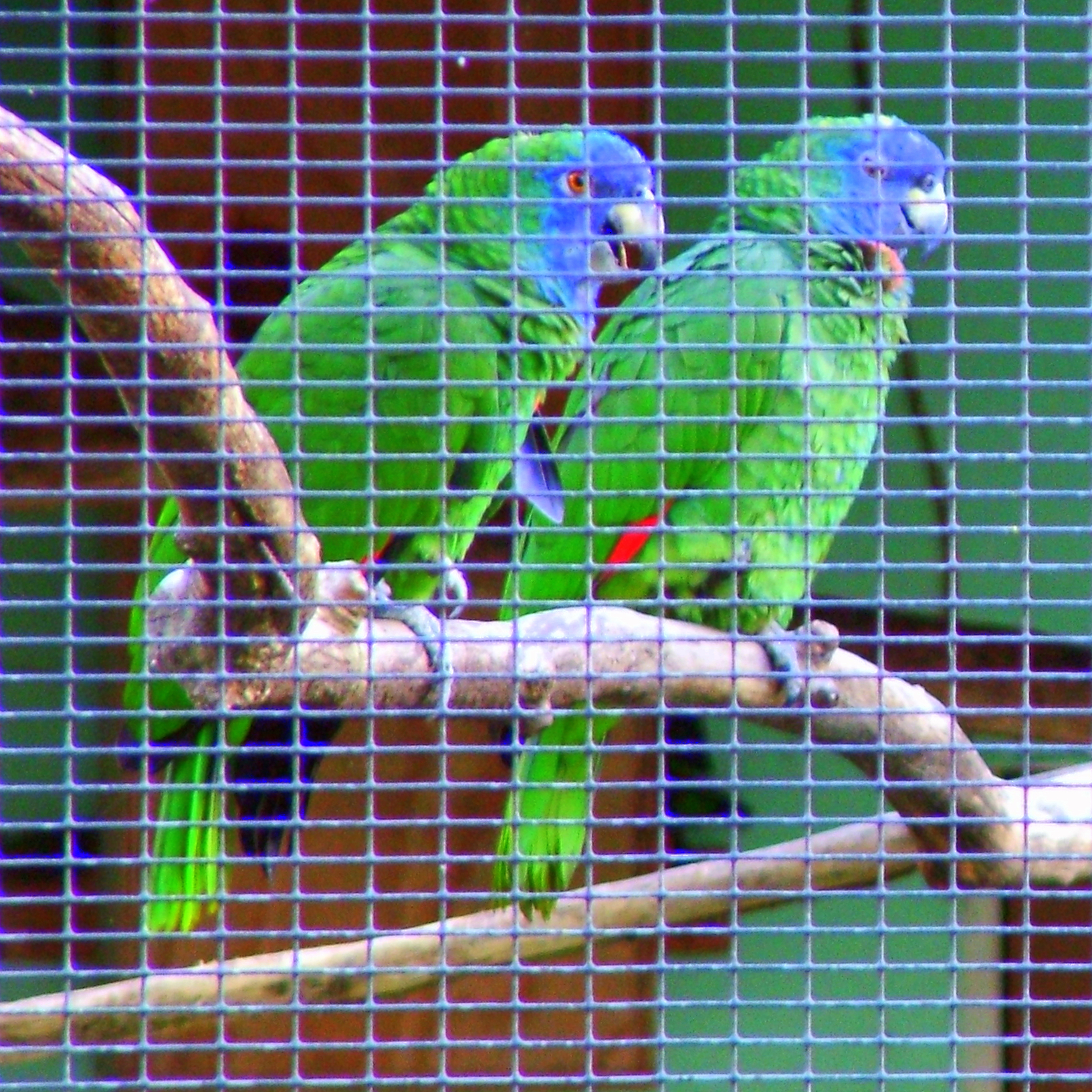
Amazone à cou rouge
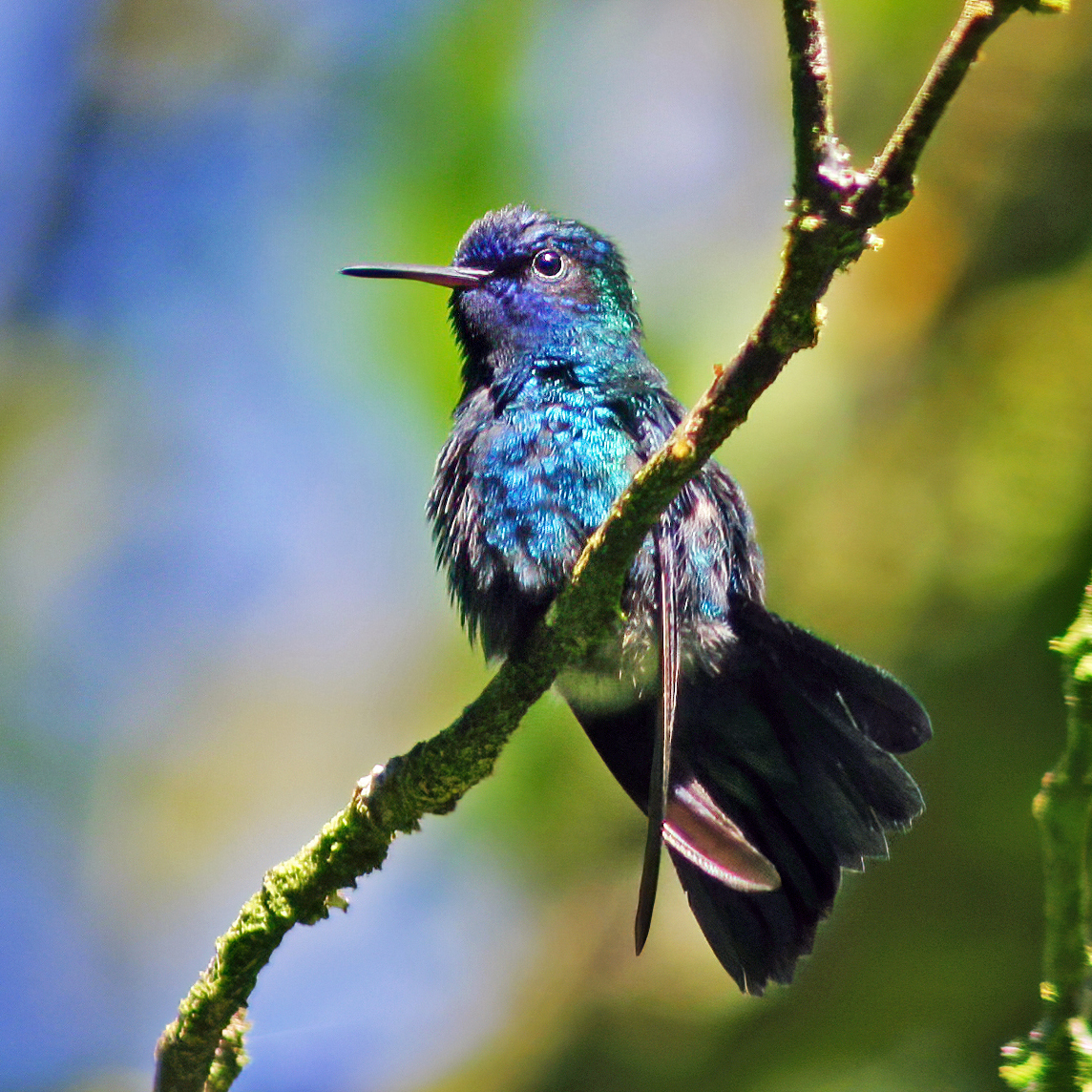
Colibri à tête bleue

Le volcan Morne Diablotin a été nommé par les Français en référence à l'oiseau qui occupait le lieu : le diablotin, un pétrel à capuchon noir ( Pterodroma hasitata). Chassé presque jusqu’à l’extinction, il est aujourd'hui rarement observé.

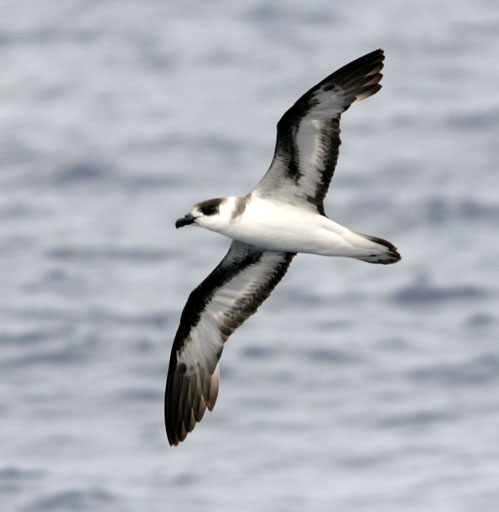
Pétrel diablotin (Pterodroma hasitata)

## Histoire
Au cours du XVIIIe siècle, le territoire a accueilli au moins six campements différents d'esclaves en fuite. Le Dr John Imray, un médecin écossais, a effectué la première mesure enregistrée du Morne Diablotin en 1867. Aujourd'hui, le parc abrite 18 espèces aviaires différentes. Le parc est inscrit sur la liste indicative du patrimoine mondial depuis février 2015.